# Erythrina brucei
Erythrina brucei är en ärtväxtart som beskrevs av Georg August Schweinfurth. Erythrina brucei ingår i släktet Erythrina och familjen ärtväxter. Inga underarter finns listade i Catalogue of Life.